# Thorsten Andersson (konstnär)
Karl Thorsten Andersson född 7 september 1910 i Östra Tollstad, död 19 juli 1998 i Linköping, var en svensk konstnär. Föräldrarna var yrkesmålaren Johan Andersson och Ida Lundberg. Thorsten Andersson var bror med konstnären Bertil Andersson (konstnär). Han gifte sig med May Maria Schön 1940. 

## Biografi
Andersson var huvudsakligen autodidakt som konstnär men tillsammans med Linköpingskonstnärerna Alf Gustavsson, Ivar Hammarlund samt Eric Persson gick Thorsten mellan åren 1938 och 1942 på ABF som anordnade målarkurser under ledning av Leoo Verde. Det fortsatte även när Verde efterträddes av Rolf Trolle. De fyra blev sedan ”privilegierade” elever som fick egen nyckel till ABF och kunde måla på egen hand. När det ordinarie måleriarbetet var slut för dagen var det bara att byta penslar och ta cykeln ut på landet och måla landskap. De fyra vännerna bildade även en amatörkonstförening, ”Fri konst”, och hyrde lokaler i korsningen av Östgötagatan och Hunnebergsgatan i kvarteret Tuppgränd där de kunde begrunda sina erfarenheter av friluftsmåleriet.
Amatörkonstföreningen ”Fri konst”, upplöstes troligen under nyåret 1956 då föreningen ”Linköpingskonstnärerna” LK bildades. Linköpingskonstnärernas huvudsakliga syfte var att inom provinsen verka för hög konstnärlig standard, bland annat genom utställningar och samarbeten med lokala konstföreningar. I föreningen ingick både målare, grafiker och skulptörer. Stenhusgården användes som utställningslokal.
Han har gjort studieresor till Danmark, Norge, Spanien och Frankrike.
På 1940-talet var Thorsten en entusiastisk friluftsmålare. Han kunde cykla miltals för att hitta det rätta motivet. Då tyckte han att friluftsmåleriet var det enda riktiga, det enda ärliga, och sommar som vinter, oberoende av väder och vind, stod han ute och målade. Han tycker om att måla landskap och hus, men helst av allt är det bilder med människor han vill göra. Olja är den teknik han mest använder, men träsnitt och akvarell förekommer också.
Andersson har haft separatutställningar i Motala 1945 samt i Linköping på Nystedts konstsalong 1947 och 1949. Han har deltagit i Östgöta konstförenings utställningar 1945 och Linköpingskonstnärernas samlingsutställningar. Har vidare deltagit på utställningar i Vadstena, Karlskoga och Ystad.
Hans konst består av landskapsbilder, figurer, arbets- och stadsmiljöer i olja, akvarell, teckning och träsnitt. Andersson är representerad vid Östergötlands museum, Östergötlands läns landsting, Linköpings kommun, Mjölby kommun, Motala kommun, Norrköpings kommun och vid Svenska målarförbundet i Stockholm. Han är begravd på Nya norra griftegården i Linköping.